# Flucht nach Ägypten

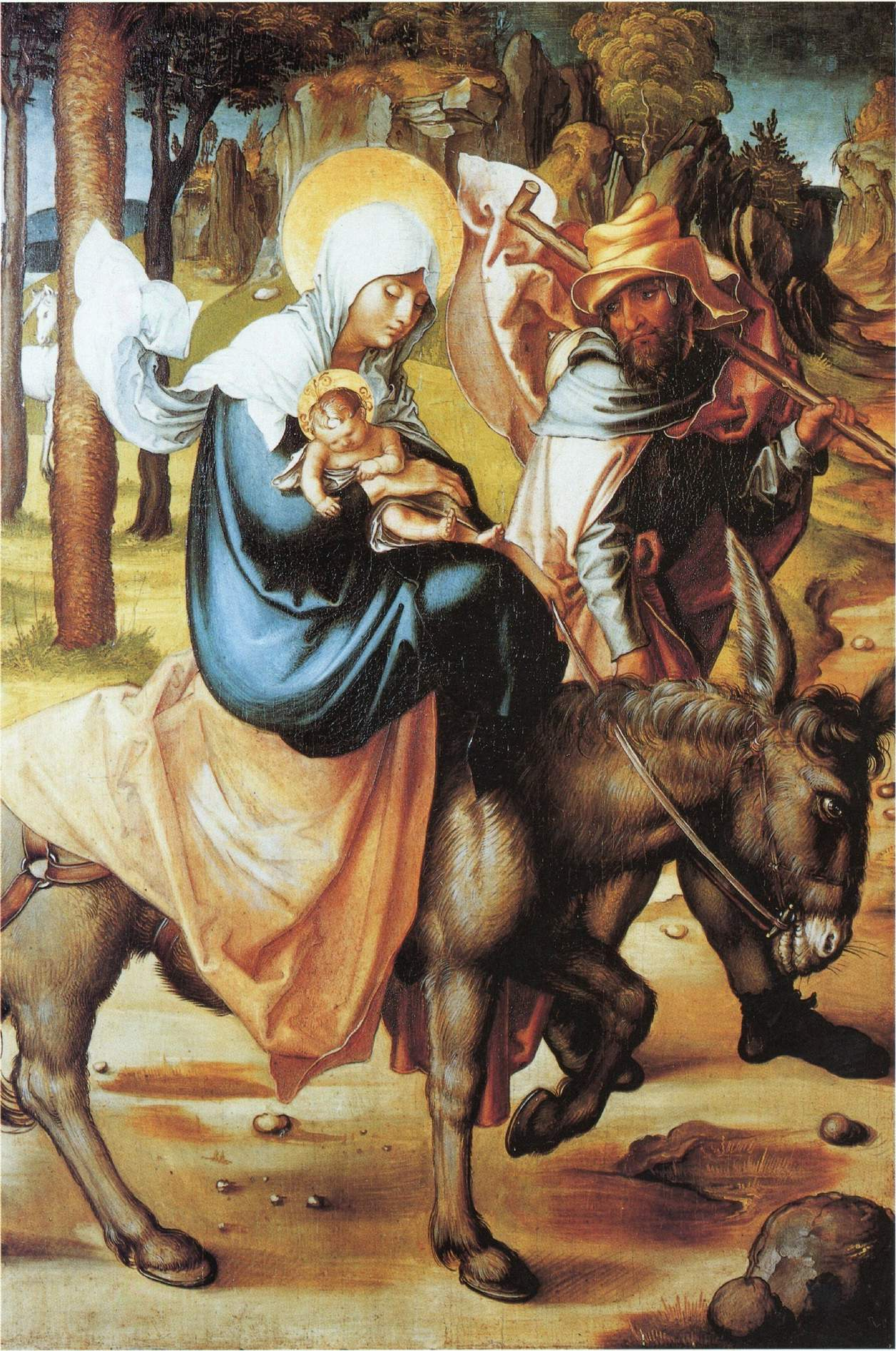
Die sieben Schmerzen Mariä, Mitteltafel, Szene: die Flucht nach Ägypten (Albrecht Dürer, 1494/97)

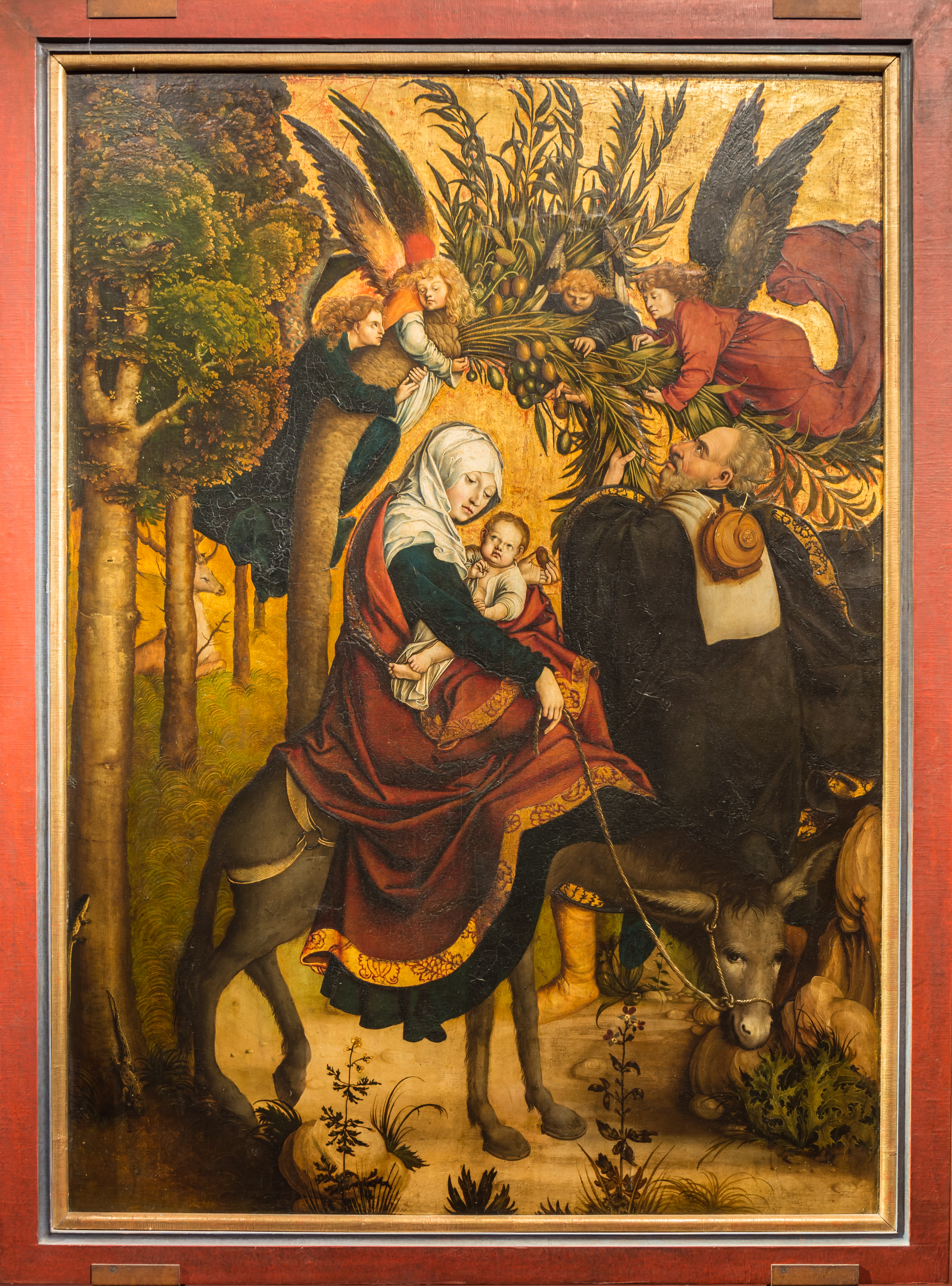
Die Flucht nach Ägypten, Melker Altar von Jörg Breu dem Älteren, 1502

Die Flucht nach Ägypten ist eine Erzählung aus der Kindheit Jesu, die im Matthäusevangelium und außerkanonischen Evangelien überliefert ist (Mt 2,13 ). Der Flucht wird als einer der Sieben Schmerzen Mariens im katholischen liturgischen Kalender am 15. September gedacht.
Der Rückkehr der heiligen Familie aus Ägypten wurde ausweislich überlieferter Martyrologien spätestens seit dem 9. Jahrhundert am 7. Januar gedacht.

## Matthäusevangelium

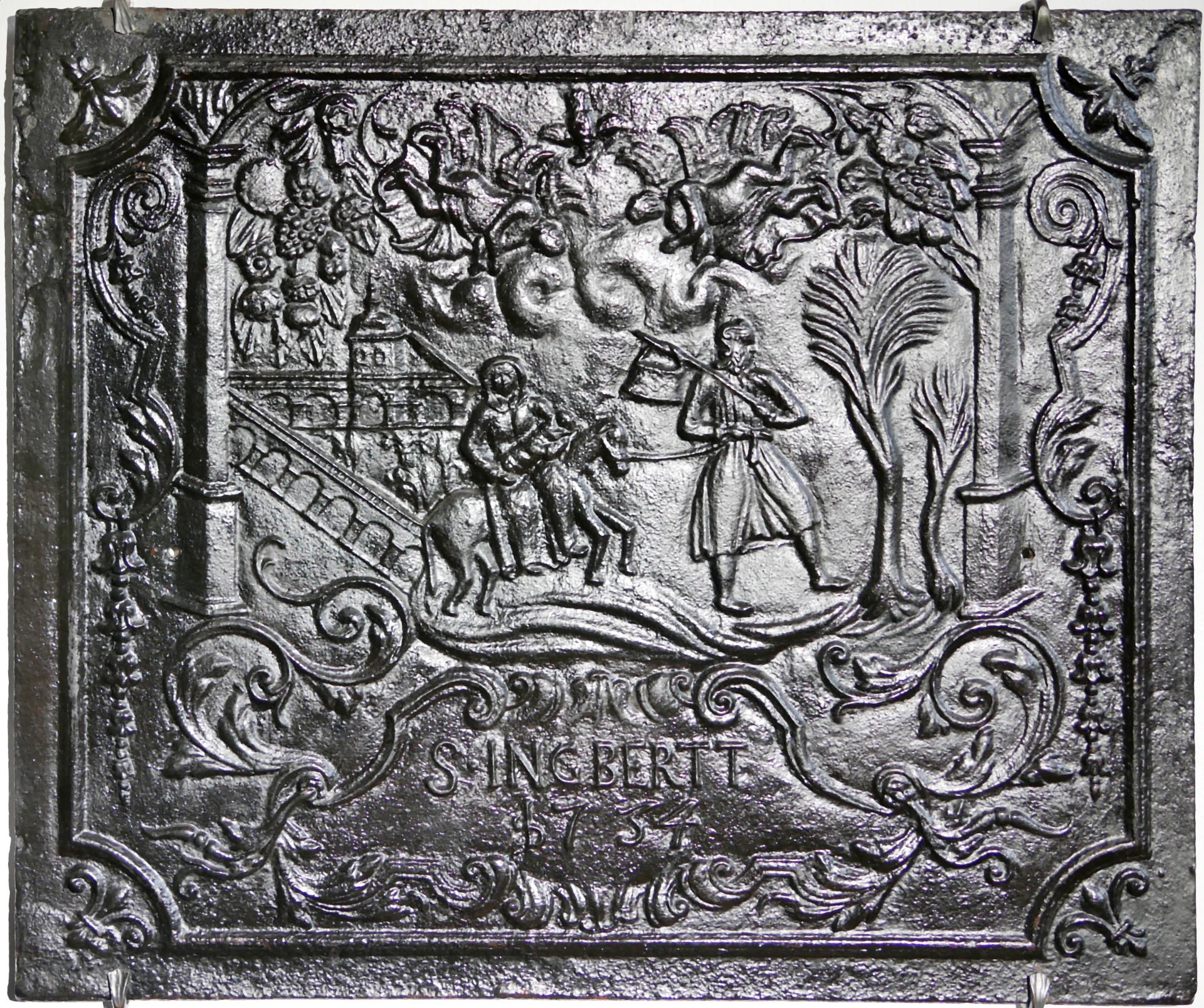
Die Flucht nach Ägypten auf einer Takenplatte

Nachdem die Weisen aus dem Morgenland abgereist waren, erschien Josef ein Engel im Traum. Dieser befahl ihm, mit Maria und Jesus nach Ägypten zu fliehen, da Herodes das Kind töten wolle. Dort solle er weitere Nachrichten abwarten. Nach dem Tod des Herodes erschien der Engel wieder und befahl Josef zurückzukehren. Da aber nun Herodes’ Sohn Archelaus Herrscher über Judäa war, fürchtete sich Josef nach Bethlehem zurückzukehren. Nach einer göttlichen Weisung zog er mit seiner Familie nach Nazareth in Galiläa. Dies ist der Grund, warum Jesus auch Nazoräer genannt wird.
Der Evangelist bringt die Rückkehr Jesu in Zusammenhang mit dem Auszug des Volkes Israel aus Ägypten: Und er war dort bis zum Tod des Herodes; damit erfüllt würde, was von dem Herrn geredet ist durch den Propheten, der spricht: „Aus Ägypten habe ich meinen Sohn gerufen.“ (Mt 2,15 ). Gemeint ist der zweite Teil eines Verses aus dem Buch Hosea: Als Israel jung war, gewann ich es lieb, und aus Ägypten habe ich meinen Sohn gerufen. (Hos 11,1 ) Ursprünglich ist mit „Gottes Sohn“ also das Volk Israel gemeint.

## Außerbiblische Erwähnung

Jesus befiehlt dem Dattelbaum, sich zu neigen. Maria, die Dienerin und Joseph schauen verwundert zu. (Klosterneuburger Evangelienwerk, 14. Jahrhundert)

Fall der Götzenbilder: Als die heilige Familie den Tempel von Hermopolis betritt, stürzen ägyptische Idole von den Säulen. (Klosterneuburger Evangelienwerk, 14. Jahrhundert)

Nach dem apokryphen Pseudo-Matthäus-Evangelium wurde Josef auf der Flucht von drei Knaben begleitet und Maria von einem Mädchen. Der kindliche Jesus soll während und nach der Flucht zahlreiche Wunder vollbracht haben: Drachen fielen huldigend vor ihm nieder, und eine Dattelpalme beugte sich vor Maria und gab danach an ihrem Stamm eine Quelle frei. Als die heilige Familie in der ägyptischen Stadt Sotinen eintraf, wusste sie nicht, wo sie Obdach finden sollte. Als Maria mit dem Jesuskind deshalb einen Tempel betrat, stürzten 365 Götterbilder um. Der Priester und das Volk der Stadt bekehrten sich nach diesem Zeichen.
Nach dem Arabischen Kindheitsevangelium suchte die Familie ein Krankenhaus auf, das dem höchsten ägyptischen Gott geweiht war. Die Erde wankte, und der Gott verkündete den erschrockenen Ägyptern, dies geschehe, weil ein wahrer Gott gekommen sei, dem sich alle unterwerfen müssten. Danach stürzte das sprechende Götterbild zusammen.
Nach der Legenda aurea (Kapitel: „Von den unschuldigen Kindlein“) habe sich in Hermopolis in der Thebais ein heilkräftiger Baum namens Persidis vor dem Herrn geneigt. Überdies lag in jedem ägyptischen Tempel ein zerbrochenes Götterbild.

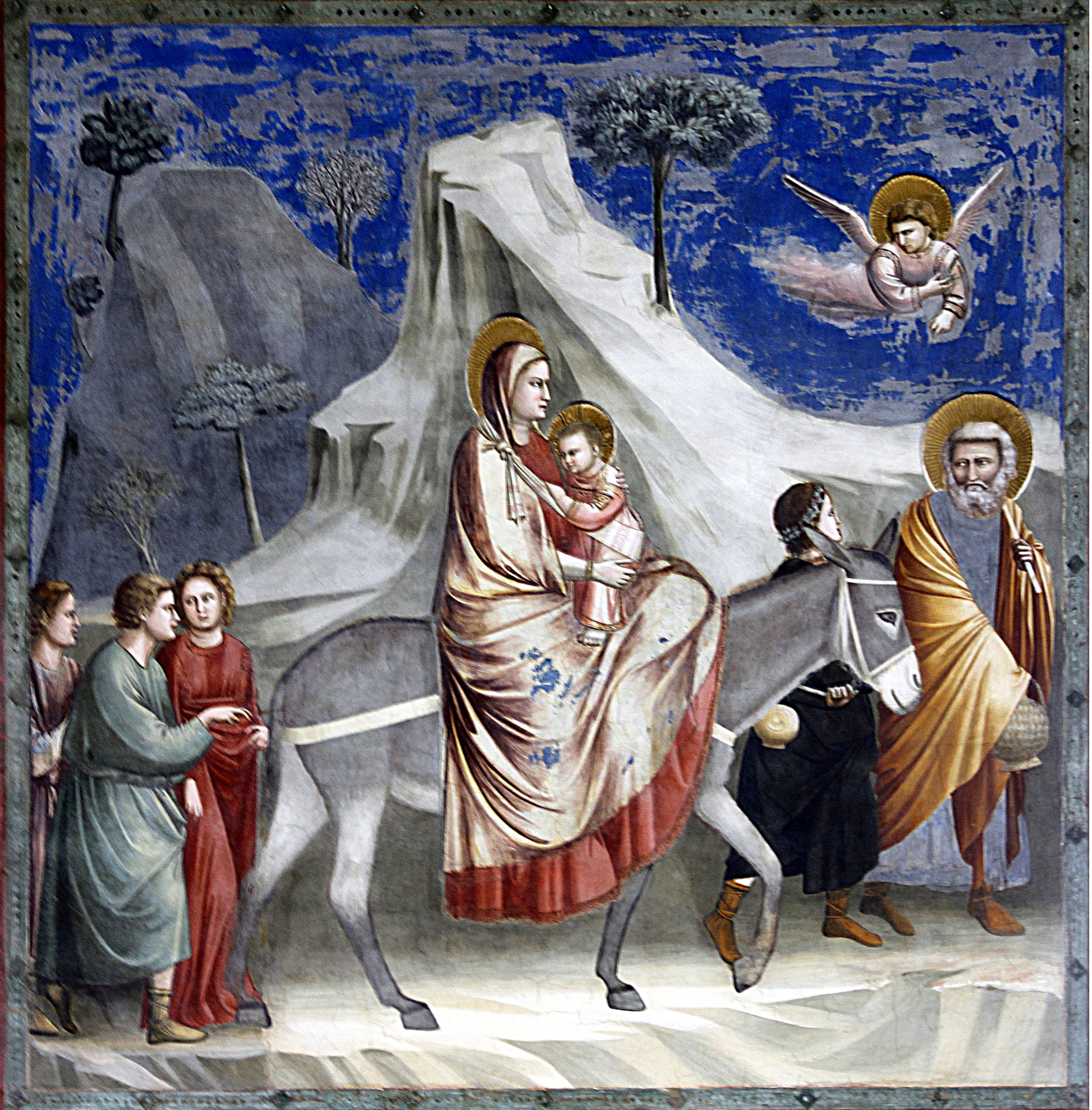
Vier Kinder begleiten die heilige Familie (Giotto di Bondone)
Im Tempel stürzen die Götterbilder (Jerg Ratgeb, um 1520)
Wunder auf der Flucht: Jesus besänftigt einen Drachen und bestätigt seinen Eltern, dass die Tiere ihnen nichts anhaben werden. (Klosterneuburger Evangelienwerk, 14. Jahrhundert)

## Bedeutende Darstellungen in der Kunst
- Landschaft mit der Flucht nach Ägypten, Pieter Bruegel der Ältere, 1563
- Ruhe auf der Flucht nach Ägypten, Michelangelo Merisi da Caravaggio, um 1594
- Die Flucht nach Ägypten, Adam Elsheimer, um 1605
- Die Flucht nach Ägypten, Adam Elsheimer, 1609

## Ägyptische Feste zu Ehren der Flucht nach Ägypten
In Ägypten werden traditionell, gemeinsam von Muslimen und koptischen Christen, verschiedene Feste zu Ehren der Flucht nach Ägypten gefeiert. Die Ankunft der Heiligen Familie in Ägypten wird üblicherweise im Juni begangen, während Geburt der Jungfrau Maria an verschiedenen Orten zwischen Mai und August gefeiert wird. Die Feste erhalten die kulturelle und soziale Verbindung zwischen Kopten und Muslimen.
2022 wurden Feste im Zusammenhang mit der Reise der Heiligen Familie von der UNESCO in die Repräsentative Liste des immateriellen Kulturerbes der Menschheit aufgenommen.